# Arrest Plaumann
Plaumann & Co. tegen Commissie van de Europese Economische Gemeenschap, kortweg Plaumann, is een arrest van het Hof van Justitie van de Europese Gemeenschappen van 15 juli 1963 (zaak 25/62) betreffende de uitleg van het vereiste van individuele geraaktheid in het beroep tot nietigverklaring.

## Casus en procesverloop
De commanditaire vennootschap Plaumann & Co., een importeur van clementines, heeft een beroep tot nietigverklaring ingesteld tegen een beschikking van de Commissie van 22 mei 1962, waarbij het verzoek van de Bondsrepubliek Duitsland om machtiging tot gedeeltelijke schorsing van de heffing van rechten op uit derde landen ingevoerde verse mandarijnen en clementines werd afgewezen, en tevens schadevergoeding ten bedrage van 39.414,01 DM gevorderd.
Het beroep tot nietigverklaring is geregeld in artikel 263 van het Werkingsverdrag en kan worden ingesteld door een lidstaat, het Europees Parlement, de Raad of de Commissie, alsmede door de Rekenkamer, de ECB en het Comité van de Regio's. Ook natuurlijke of rechtspersonen kunnen een beroep tot nietigverklaring instellen, maar slechts tegen handelingen die tot hen gericht zijn of die hen "rechtstreeks en individueel raken". De vraag die het Hof moest beantwoorden voor zij eventueel toekwamen aan een inhoudelijke behandeling was of Plaumann wel individueel geraakt was door de beschikking van de Commissie.

## Beoordeling door het Hof
Het Hof van Justitie overwoog ten aanzien van de invulling van het begrip individuele geraaktheid:

Dat zij, die niet zijn de adressaten ener beschikking slechts zouden kunnen stellen dat zij individueel worden geraakt, indien deze beschikking hen betreft uit hoofde van zekere bijzondere hoedanigheden of van een feitelijke situatie, welke hen ten opzichte van ieder ander karakteriseert en hen derhalve individiualiseert op soortgelijke wijze als de adressaat;
Dat in casu de bestreden beschikking verzoekster raakt in haar hoedanigheid van importeur van clementines, dat wil zeggen uit hoofde van een commercieel beroep, hetwelk te allen tijde door iedere justitiabele kan worden uitgeoefend en haar derhalve ten opzichte van de bestreden beschikking niet karakteriseert op soortgelijke wijze als een adressaat;

Het Hof verklaarde Plaumann & Co. niet-ontvankelijk in haar beroep tot nietigverklaring.

## Relevantie en kritiek
De uitleg van het vereiste van individuele geraaktheid zoals het Hof die gaf in het arrest Plaumann staat bekend als de Plaumann-formule. De formule, welker toepassing ertoe leidt dat iemand praktisch nooit individueel geraakt is uit hoofde van een bepaalde economische activiteit omdat die volgens het hof "te allen tijde door iedere justitiable kan worden uitgeoefend", is niet zonder kritiek gebleven.
In de zaak Jégo-Quéré & Cie SA tegen Commissie (T-177/01) heeft het Gerecht van eerste aanleg geprobeerd de Plaumann-formule te vervangen:

Gelet op een en ander en om een effectieve rechtsbescherming van particulieren te verzekeren, moet een natuurlijke of rechtspersoon worden geacht door een hem rechtstreeks rakende gemeenschapsbepaling van algemene strekking individueel te worden geraakt, wanneer de betrokken bepaling zijn rechtspositie zeker en actueel aantast, door zijn rechten te beperken of hem verplichtingen op te leggen. Het aantal en de positie van andere personen die eveneens door de bepaling worden geraakt of kunnen worden geraakt, zijn dienaangaande niet relevant.
— r.o. 51, cursivering toegevoegd

Het Hof van Justitie vernietigde dit arrest echter in hoger beroep en overwoog:

De voorwaarde dat een natuurlijke of een rechtspersoon tegen een verordening slechts beroep kan instellen indien hij niet alleen rechtstreeks maar ook individueel wordt geraakt, moet weliswaar, gelet op de uiteenlopende situaties die een verzoeker kunnen individualiseren, worden uitgelegd in het licht van het beginsel van daadwerkelijke rechterlijke bescherming, maar een dergelijke uitlegging mag deze voorwaarde, die uitdrukkelijk door het Verdrag is gesteld, niet onwerkzaam maken. Anders zouden namelijk de grenzen van de door het Verdrag aan de gemeenschapsrechter verleende bevoegdheden worden overschreden (zie arrest Unión de Pequeños Agricultores/Raad, reeds aangehaald, punt 44 (verwijzing niet opgenomen, red.)).
Dit is echter precies het geval met de uitlegging van voormelde voorwaarde in punt 51 van het bestreden arrest, dat een natuurlijke of rechtspersoon moet worden geacht door een hem rechtstreeks rakende gemeenschapsbepaling van algemene strekking individueel te worden geraakt, wanneer de betrokken bepaling zijn rechtspositie zeker en actueel aantast, door zijn rechten te beperken of hem verplichtingen op te leggen.
Een dergelijke uitlegging geeft immers in wezen een volledig andere strekking aan de in artikel 230, vierde alinea, EG gestelde voorwaarde dat de betrokkene individueel geraakt moet zijn.
— r.o. 36-38, cursivering toegevoegd

In de zaak UPA (C-50/00P) stelde het Hof – dat van mening is dat de uitleg die het heeft gegeven aan het vereiste van individuele geraaktheid de enige mogelijke is – dat het aan de lidstaten is het stelsel van toezicht op de wettigheid van gemeenschapshandelingen op de voet van artikel 48 van het EU-Verdrag te wijzigen (r.o. 45).